# Aaron Schooler
Aaron Schooler, né le 20 juin 1985 à Edmonton, est un coureur cycliste canadien, spécialiste du cyclo-cross.

## Palmarès en cyclo-cross
- 2006-2007
  - 2e du championnat du Canada de cyclo-cross espoirs
- 2011-2012
  - 3e du championnat du Canada de cyclo-cross
- 2013-2014
  - 2e du championnat du Canada de cyclo-cross
- 2015-2016
  - 3e du championnat du Canada de cyclo-cross
- 2016-2017
  - 2e du championnat du Canada de cyclo-cross

## Palmarès sur route
- 2008
  - Tour de Bowness
- 2009
  - 3e des Bikes on Broadway
- 2011
  - 3e du Tour de Bowness
- 2012
  - 2e du Tour de Bowness